# Wally Chambers
Wallace Hashim Chambers (Phenix City, Alabama, 1951. május 15. – 2019. szeptember 22.) amerikai amerikaifutball-játékos.

## Pályafutása
Az Eastern Kentucky egyetemi csapatban kezdte pályafutását. 1973 és 1977 között a Chicago Bears, 1978–79-ben a Tampa Bay Buccaneers játékosa volt. Három alkalommal kapott meghívást a Pro Bowl-ra.
Edzőként dolgozott a Northern Iowa és az East Carolina egyetemi csapatainál, továbbá a  New York Jets és az Ohio Glory együttesénél.

## Sikerei, díjai
- Pro Bowl: 3× (1973, 1975, 1976)